# ارين بيركنز
ارين بيركنز (بالإنجليزية: Warren Perkins)‏ (و. 1924 – 2014 م) هو لاعب كرة قاعدة، ومدرب كرة سلة، ولاعب كرة سلة، ومنافس ألعاب قوى أمريكي، ولد في نيو أورلينز، مركز لعبه هو لاعب هجوم صغير الجسم، توفي في نيو أورلينز، عن عمر يناهز 90 عاماً.

## روابط خارجية
- ارين بيركنز على موقع إن بي أي (الإنجليزية)
- ارين بيركنز على موقع سبورتس رفرنس (الإنجليزية)
- ارين بيركنز على موقع كلية كرة السلة في سبورتس رفرنس.كوم (الإنجليزية)
- ارين بيركنز على موقع ريلجم (الإنجليزية)
- ارين بيركنز على موقع قاعة لويزيانا للمشاهير الرياضية (الإنجليزية)